# Tetramorium capense
Tetramorium capense är en myrart som beskrevs av Mayr 1865. Tetramorium capense ingår i släktet Tetramorium och familjen myror. Inga underarter finns listade i Catalogue of Life.